# Ки-но Цураюки
Ки́-но Цураю́ки (яп. 紀貫之 ок. 866—945 или 946) — японский поэт, прозаик, филолог эпохи Хэйан. Писал в жанре танка. Один из 36 бессмертных поэтов.

## Биография
Занимал государственные должности при дворе императора. В 930—935 годах был губернатором провинции Тоса.
В 905 году Ки-но Цураюки был посмертно[уточнить] присвоен 5-й придворный ранг.
В 905 году по указу императора Дайго возглавил комитет выдающихся поэтов своего времени, составивших императорскую антологию Кокинвакасю. В период губернаторства в Тоса составил антологию «Синсэнвакасю». Родоначальник жанра литературного дневника-никки (Тоса-никки, Дневник путешествия из Тоса в столицу, 936 год). Также оставил «Личное собрание» — 440 стихотворений-танка.
Теоретик поэзии. В предисловии к Кокинсю, написанном на японском (смелое новаторство, ведь в те годы на японском писали только женщины, а мужчинам следовало писать на китайском) языке, он выводит чеканную формулу:

«Песни Ямато суть тысячи тысяч листьев-слов, возрастающих из единого семени — человеческого сердца»

«Цураюки выделяет три момента поэзии: эмоции — зерно поэзии; стихи — цветок, выросший из зерна (внутреннее выразилось во внешнем); необычное событие, которое вызвало эмоцию и превратило её в поэзию, точно так же как вода и солнце, пробуждая зерно, дают ему жизнь». «События, вызывающие поэтические чувства, связаны со сменой времен года: цветы — весной, кукушка — летом, красные листья — осенью, снег — зимой, — комментирует Макото Уэда, — Стихи рождаются, когда бываешь потрясен красотой природы» («Японская художественная традиция», Т. Григорьева)
Фудзивара-но Тэйка включил стихотворение Цураюки в свою антологию «Хякунин иссю»
Ну что я скажу в ответ?

Мне сердце твое неизвестно.

Но мило по старине

Мне это селенье: цветы в нем

По-прежнему благоухают.
Стихотворение из антологии «Кокинсю»:
Дымкой осенены,

На ветвях набухают бутоны.

Снегопад по весне —

Будто бы, не успев распуститься,

Облетают цветы с деревьев…

## Интересные факты
- Игорь Фёдорович Стравинский написал последнюю заключительную часть своего цикла «Три стихотворения из японской лирики» (1912—13) на стихи Цураюки в русском переводе А. Брандта. Эта часть написана 21 декабря 1912 года в Кларане (Швейцария) и посвящена Морису Равелю. Вот этот текст:

Что это белое вдали? Повсюду, словно облака между холмами.

То вишни расцвели; пришла желанная весна.
- Одно из стихотворений поэта, наряду со стихами нескольких других японских поэтов, было положено на музыку Максимом Леонидовым. Эту песню можно услышать в альбоме Максима Леонидова «Основы фэн-шуя» (2006) и в альбоме каверов «Машины не парковать» (2009) группы «Машина времени».